# توکوآ (کلون)

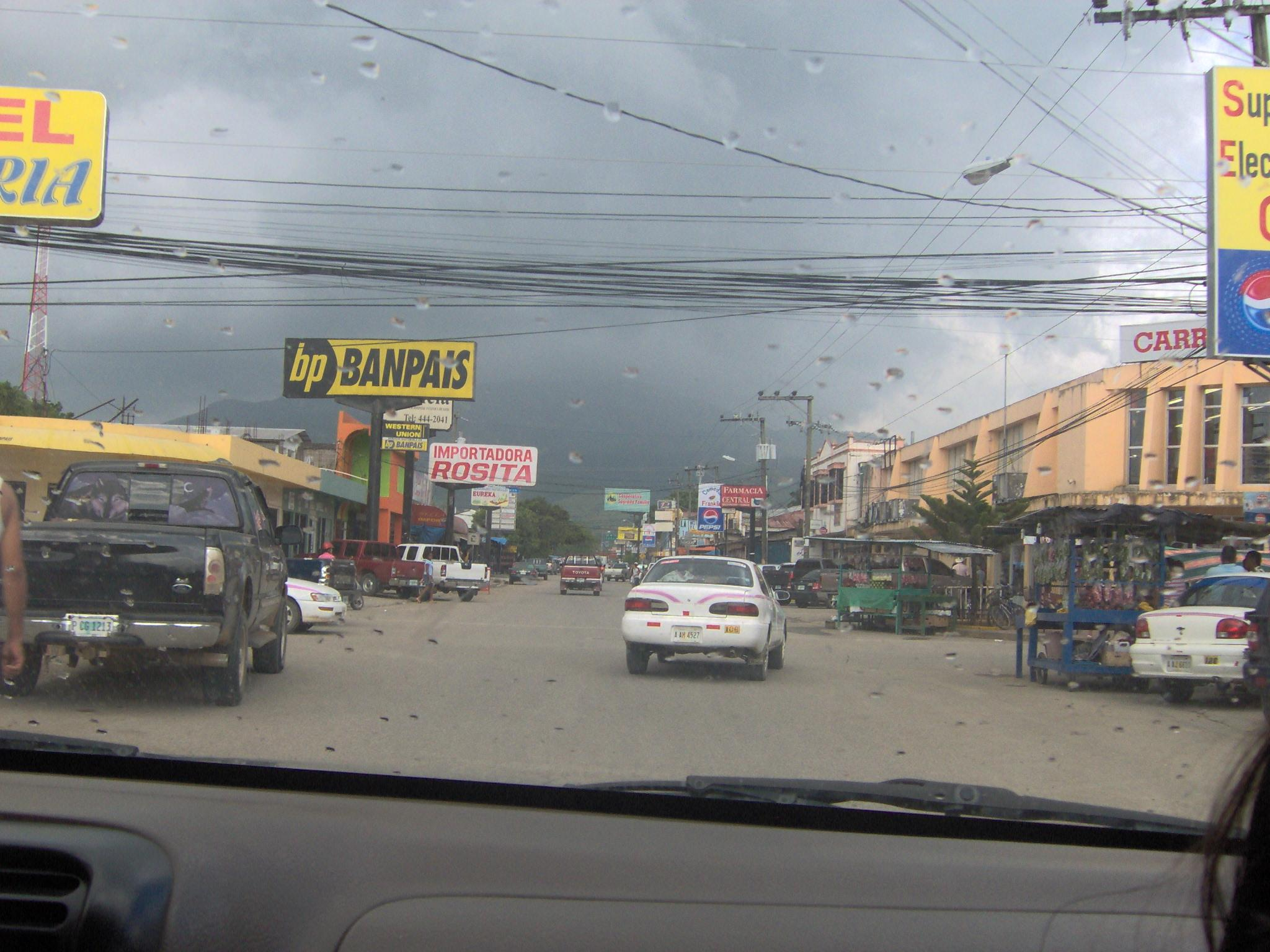
منطقهٔ مسکونی در هندوراس

توکوآ (به اسپانیایی: Tocoa) یک منطقهٔ مسکونی در هندوراس است که در استان کولون واقع شده‌است. توکوآ ۸۴۸ کیلومتر مربع مساحت و ۹۴٬۱۲۰ نفر جمعیت دارد و ۳۸ متر بالاتر از سطح دریا واقع شده‌است.